# Port lotniczy Bikini
Port lotniczy Bikini (IATA: BII) – port lotniczy zlokalizowany na atolu Bikini (Wyspy Marshalla).